# Kurt Pichler
Kurt Pichler, właśc. Emil Ewald Kurt Pichler (ur. 8 kwietnia 1898 w Berlinie, zm. 9 stycznia 1947 w Bazylei) – szwajcarski piłkarz występujący na pozycji pomocnika.

## Kariera klubowa
Pichler rozpoczął karierę w BSC Old Boys, a następnie przeszedł do Servette FC, z którym zdobył cztery mistrzostwa Szwajcarii (1922, 1925, 1926, 1930) oraz Puchar Szwajcarii (1928).

## Kariera reprezentacyjna
W reprezentacji Szwajcarii zadebiutował 11 marca 1923 w przegranym 1:6 towarzyskim meczu z Węgrami.
W 1928 roku został powołany do drużyny na letnie igrzyska olimpijskie, podczas których wystąpił w jedynym meczu Szwajcarii na tym turnieju, w pierwszej rundzie z Niemcami (0:4).
W latach 1923–1930 w drużynie narodowej rozegrał pięć spotkań.